# الشهنامة الكردية

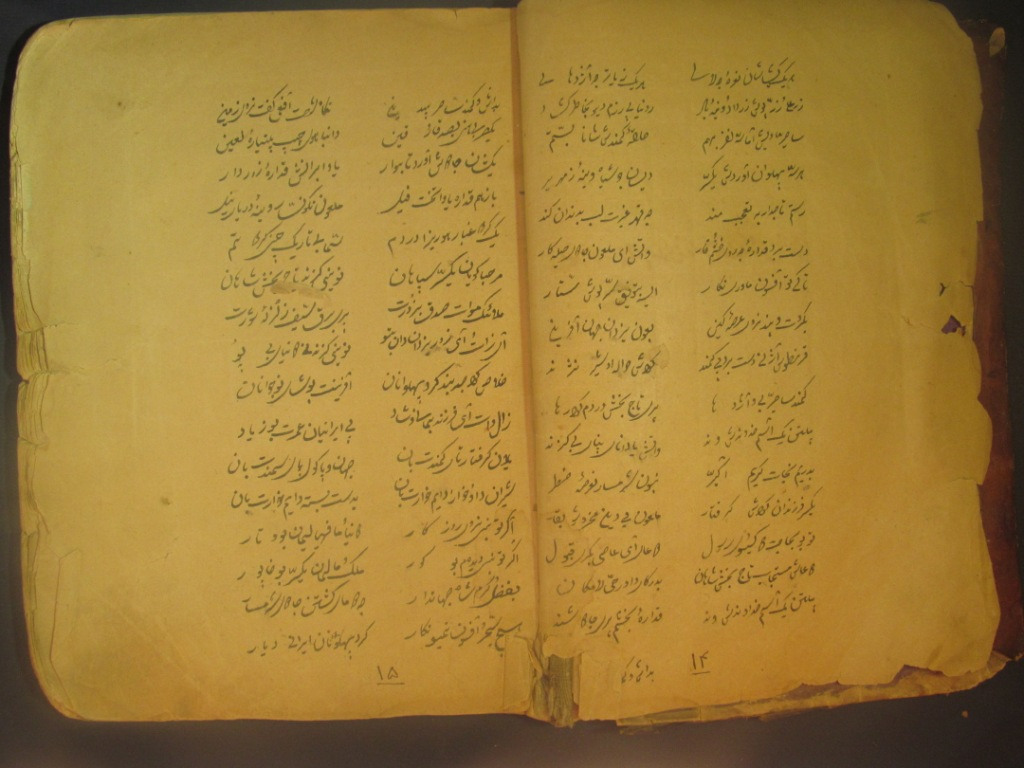

الشهنامة الكردية (بالكردية: شانامەی کوردی) هي شهنامة كردية مكتوبة باللهجة الكردية الفيلية وتختلف في المضمون والتركيب عن الشهنامة الفارسية وكتبها الشاعر الكردي ألماس خان الكانولي المتوفى سنة 1777.وقد ترجمت للانجليزية والفرنسية والألمانية

## مضمونها
الكتاب يضم عددا من الملاحم الحماسية لمناطق زاگروس ومحيطها والتي يطلق عليها محليا “رزمنامه” و”جنگنامه”.